# 장애인 차별
장애인 차별은 장애인 및 다음과 같이 인식되는 사람들에 대한 차별 및 사회적 편견을 말한다. 장애에 의해 정의되고 비장애인보다 열등한 사람들을 특정짓는다. 이를 기반으로 사람들은 인식된 특정 능력, 기술 또는 성격 방향을 할당받거나 거부당한다.
일반적으로 장애와 관련되거나 특정 장애 또는 만성 건강 상태와 관련된 고정 관념이 있다(예: 모든 장애인이 치유되기를 원한다는 가정, 휠체어 사용자도 지적 장애가 있다는 가정, 또는 시각 장애인이 어떤 특별한 형태의 통찰력을 가지고 있다고 가정). 이러한 고정 관념은 차례로 차별 관행을 정당화하고 장애인에 대한 차별적 태도와 행동을 강화한다.  레이블 지정은 행동 옵션을 제한하거나 신원을 변경할 때 사람들에게 영향을 미친다.
장애와 장애를 직접 경험한 사람들이 저술하고 출판한 문헌을 읽으면 장애인 차별을 더 잘 이해할 수 있다. 장애 연구는 장애가 없는 사람들이 장애에 대한 더 나은 이해를 얻기 위해 추구할 때도 유익한 학문 분야이다. 

## 같이 보기
- 장애인 학대
- 장애인 인권
- 통합 (장애인 인권)